# Brahmina setosa
Brahmina setosa är en skalbaggsart som beskrevs av Brenske 1892. Brahmina setosa ingår i släktet Brahmina och familjen Melolonthidae. Inga underarter finns listade.